# Per Figved
Per Figved (Stavanger, 17 ottobre 1920 – 1º luglio 1986) è stato un calciatore norvegese, di ruolo attaccante.

## Carriera

### Club
Figved giocò nel Viking, per poi passare ai francesi del Sochaux. Fu poi in forza al Grenoble, dove rimase per tre stagioni.